# コンセプシオン・デ・ラ・ベガ
コンセプシオン・デ・ラ・ベガ（Concepción de La Vega）またはラ・ベガは、ドミニカ共和国のほぼ中央のラ・ベガ州にある都市である。

## 歴史
1494年にクリストファー・コロンブスが、現在のドミニカ共和国中央に位置するラ・ベガの町の近くに、小さな砦を築いた。シバオ(Cibao)の谷の奥地にある金鉱床へ続く道を守るためであった。1508年に多量の金が当地で発見された後に、砦の周囲にスペイン人入植者が徐々に増え、ラ・ベガは新大陸で最初の金ブームが起きた街となった。1510年までに、新大陸において最も大きく重要なヨーロッパ人の街となった。1562年12月2日の地震により街は破壊され、生存者はCamú川の土手である現在の街の場所に移住した。破壊された町は、1975年まで主に農場として残されていたが、1976年ドミニカ政府により昔あった町の一部が買収され、コンセプシオン・デ・ラ・ベガ国立公園と命名された。 